# 齐攻莒之战
齐攻莒之战，是春秋时期齐国攻打莒国的一系列戰爭。
前605年春季，鲁宣公和齐惠公让莒国和郯国讲和，莒国不肯。鲁宣公攻打莒国，占领了向地。前598年（周定王九年、鲁宣公十一年、齐顷公元年、莒渠丘公十一年），鲁国公孙归父与齐国讨伐莒国。前596年（周定王十一年、鲁宣公十三年、齐顷公三年、莒渠丘公十三年）春季，由于莒国依仗晋国而不奉事齐国，齐国军队进攻莒国。
前555年（周灵王十七年，鲁襄公十八年，齐灵公二十七年，莒犁比公二十二年），平阴之战，莒国参加晋国集合的十一国诸侯联军，进攻齐国。前550年（周灵王二十二年，鲁襄公二十三年，齐庄公四年，莒犁比公二十七年），齐庄公战胜晋国，不进入国都，就袭击莒国。蒲侯氏之战，杞梁战死，齐莒讲和。前549年，齐庄公听说晋国攻打齐国，就派陈无宇跟随薳启彊去到楚国请求出兵。崔杼带兵送陈无宇，乘机进攻莒国，侵袭介根（今山东省青岛市黄岛区西南）。次年，莒犁比公到齐国朝见时，崔杼弑杀齐庄公。
前523年（周景王二十二年，鲁昭公十九年，齐景公二十五年，莒共公五年），齐国大夫高发伐莒国，莒共公逃到纪国的鄣（今山东省日照市东南）。高发派孙书攻打纪鄣。起初，莒共公杀了一个妇女的丈夫，妇女年老居住在纪鄣，纺线搓绳帮助齐军登城。七月十四日，齐军进入纪鄣。前520年二月十六日，齐国的北郭啟领兵进攻莒国，莒共公在寿馀打败了齐军。前431年莒国为楚国所灭，楚国不能守，莒国的全境后来被齐国占领。